# Josh Sweat
Josh Sweat (Chesapeake, Virginia, 29 de marzo de 1997) es un jugador profesional estadounidense de fútbol americano que se desempeña en la posición de defensive end en Philadelphia Eagles, equipo de la National Football League (NFL).

## Carrera
Fue seleccionado en la cuarta ronda en la Reunión Anual de Selección de Jugadores de la NFL de 2018. Hizo su debut profesional con el equipo Philadelphia Eagles, donde lleva jugando seis temporadas.